# Lepidiota condita
Lepidiota condita är en skalbaggsart som beskrevs av Britton 1978. Lepidiota condita ingår i släktet Lepidiota och familjen Melolonthidae. Inga underarter finns listade i Catalogue of Life.